# 恋のバッド・チューニング
「恋のバッド・チューニング」（こいのバッド･チューニング）は、沢田研二の30枚目のシングルである。1980年4月21日にポリドール・レコードより発売された。

## 解説
- テレビ番組などで歌う際は、当時まだ珍しかったカラーコンタクトを使用した。
- この作品のヒットで全シングルレコードの総売上枚数が1000万枚を突破した。これはピンク・レディー（1979年）、森進一（1979年）、山口百恵（1980年）に続いて史上4人目であった。ただし、ソロ作品に限らずザ・タイガース、PYG時代の売上も通算すると沢田は1977年に1000万枚を突破している。
- 衣装デザインは未来的で、光る蛍光管を内蔵した透明なギターを持ち、歌いながらビニール製のコートを破るパフォーマンスも行っていた。
- レコードではのこいのこがコーラスとして参加している。

## 収録曲
1. 恋のバッド･チューニング
  - 作詞：糸井重里／作曲：加瀬邦彦／編曲：後藤次利
2. 世紀末ブルース
  - 作詞：浅野裕子／作曲：大野克夫／編曲：後藤次利

## 沢田研二の関連作品
- BAD TUNING